# Domperidona
Se conoce por domperidona a un fármaco bloqueante selectivo de los receptores dopaminérgicos, que se utiliza en los trastornos funcionales digestivos, como antiemético y en el estudio de los mecanismos dopaminérgicos.

## Farmacocinética

### Vías de administración
Para la domperidona la mejor vía de utilización es la oral, aunque también es posible la vía rectal; no se administra por vía endovenosa debido a los efectos secundarios sobre el corazón.

### Absorción
En ayunas, la domperidona se absorbe rápidamente tras la administración por vía oral, alcanzando su máxima concentración plasmática a los 30-60 minutos. La baja biodisponibilidad absoluta de la domperidona oral (aproximadamente el 15 %) se debe a un amplio efecto metabólico de primer paso en la pared intestinal y el hígado. Una baja acidez gástrica deteriora su absorción, motivo por el cual su biodisponibilidad aumenta al tomarla tras la comida y disminuye con la administración previa concomitante de cimetidina o bicarbonato sódico.

### Distribución
La domperidona por vía oral no parece acumularse o inducir su propio metabolismo. La unión a proteínas plasmáticas es de un 91-93%, y en animales, no atraviesa la barrera hematoencefálica y apenas la placenta.

### Metabolismo y metabolitos
La domperidona sufre un rápido y amplio metabolismo hepático por hidroxilación y N-dealquilación. Ensayos in vitro con inhibidores diagnósticos han revelado que CYP3A4 es la forma principal del citocromo P450 implicada en la N-dealquilación de la domperidona, mientras que CYP3A4, CYP1A2 y CYP2E1 intervienen en la hidroxilación aromática de la domperidona.

### Excreción
La eliminación urinaria y fecal representa el 31 y 66% de la dosis oral, respectivamente. La proporción del fármaco que se elimina inalterada es pequeña (10 % de la excreción fecal y aproximadamente 1% de la excreción urinaria). La semivida plasmática tras una
sola dosis oral es de 7-9 horas en sujetos sanos, pero está aumentada en pacientes con insuficiencia renal grave.

## Farmacodinámica

### Mecanismo de acción
La domperidona es un antagonista dopaminérgico en la zona de emisión de los quimioreceptores, que se encuentra fuera de la barrera hematoencefálica en el área postrema. Por tanto tiene predilección por los receptores periféricos, ya que no atraviesa la BHE.
Antagonista de los receptores dopaminérgicos D2

### Efectos
Sus efectos antieméticos se deben a una combinación de acción periférica (gastrocinética) y antagonismo de los receptores de la dopamina. No atraviesa fácilmente la barrera hematoencefálica lo que hace que sean muy infrecuentes los efectos secundarios extrapiramidales. Sin embargo, la domperidona estimula la secreción de prolactina en la hipófisis.

### Interacciones
El metabolismo dependiente del CYP3A4 hace a la domperidona dependiente de la presencia o ausencia de inductores o inhibidores del mismo. Así, nos podemos encontrar interacción teórica con:
| Fármacos que interactúan con Domperidona. | |                                                                                            |
| Fármaco. | Fármaco. | Resultados de la interacción.                                                              |
| - fluconazol - ritonavir - Antibióticos macrólidos - eritromicina - telitromicina - claritromicina - Azoles antifúngicos - ketoconazol - itraconazol - nefazodona - bergamotina - quercetina - amiodarona - aprepitant - cimetidina - ciprofloxacino - ciclosporina - diltiazem - imatinib - equinacea - enoxacina - ergotamina - metronidazol | - mifepristona - tofisopam - Inhibidores de la transcriptasa inversa no nucleósidos - efavirenz - nevirapina - gestodene - mibefradil - Inhibidores de la proteasa. - saquinavir - indinavir - ISRS: - fluoxetina - piperina - verapamilo | Inhibidores del CYP3A4. Como consecuencia aumenta la biodisponibilidad de la domperidona.  |
| - barbitúricos - fenobarbital - carbamazepina - hiperforina - Inhibidores no nucleósidos de la transcriptasa inversa - efavirenz - nevirapina - etravirina - fenitoína - rifampicina - modafinilo | - dexametasona - felbamato - glucocorticoides - griseofulvina - pioglitazona - primidona - topiramato - troglitazona - rifabutina - cafestol                                                                                              | Inductores del CYP3A4. Como consecuencia disminuye la biodisponibilidad de la domperidona. |

## Uso clínico

### Indicaciones
Alivio de los síntomas de náuseas y vómitos, sensación de plenitud epigástrica,
malestar abdominal alto y regurgitación del contenido gástrico.
En marzo de 2014, la Agencia Española de Medicamentos y Productos Sanitarios (AEMPS) y en abril, la European Medicine Agency (EMA) emitieron recomendaciones de restricciones de uso de domperidona. Su indicación, según estas entidades, queda restringida al alivio de las náuseas y los vómitos. Estas restricciones del uso de este fármaco están motivadas por el riesgo que comportan de reacciones adversas graves a nivel cardiaco.

### Efectos adversos
En 2014, la European Medicine Agency ha recomendado restringir el uso de domperidona debido a que una revisión de la evidencia confirma un pequeño aumento del riesgo de graves reacciones adversas cardiacas relacionadas con el uso de domperidona, incluyendo prolongación del intervalo QTc, torsade de pointes, arritmias ventriculares graves y muerte súbita cardíaca. Se observó un mayor riesgo en pacientes mayores de 60 años, adultos que toman dosis orales diarias de más de 30 mg, y los que toman medicamentos que prolongan el intervalo QT o inhibidores del CYP3A4 concomitantemente.
Para la valoración de las reacciones adversas (RAM) se tendrán en cuenta los criterios de la CIOSM.
| Reacciones adversas a Domperidona             |              | |
| Sistema implicado.                            | Grupo CIOSM. | Tipo de reacción.                                                                                               |
| Trastornos gastrointestinales                 | Raros        | Calambres intestinales transitorios                                                                             |
| Trastornos gastrointestinales                 | Muy raros    | Diarrea, somnolencia                                                                                            |
| Trastornos del sistema endocrino.             | Raros        | Aumento de la prolactina: Galactorrea, ginecomastia y amenorrea                                                 |
| Trastornos del tejido subcutáneo y de la piel | Muy raros    | Prurito, rash.                                                                                                  |
| Trastornos del sistema nervioso.              | Muy raros.   | Síndrome extrapiramidal.                                                                                        |
| Trastornos del sistema inmune.                | Muy raros    | Reacciones alérgicas incluyendo anafilaxis, choque anafiláctico, reacción anafiláctica, urticaria y angioedema. |

### Intoxicación
La intoxicación por domperidona origina síntomas que pueden incluir somnolencia, desorientación y reacciones extrapiramidales, particularmente en niños. No hay un antídoto específico para la domperidona, pero en caso de sobredosis, se recomienda lavado gástrico así como la administración de carbón activado.Para controlar las reacciones extrapiramidales pueden ser de utilidad los fármacos anticolinérgicos, antiparkinsonianos.

### Contraindicaciones
- Hipersensibilidad conocida a maleato de domperidona o a cualquiera de los excipientes de las presentaciones comerciales.
- En pacientes con tumor hipofisario secretor de prolactina (prolactinoma).
- Hemorragia gastrointestinal.
- Obstrucción mecánica o perforación intestinal.
- En pacientes con afecciones cardíacas.
- En pacientes de tercera edad.

### Presentaciones
- Suspensión oral, con 1 mg por ml
- Comprimidos de 10 mg
- Cápsulas de 10 mg
- Supositorios de 30 y 60 mg

Entre los excipientes habituales para este producto nos podemos encontrar:
- Lactosa monohidrato,
- Almidón de maíz
- Povidona K 30 (E1201)
- Laurilsulfato de sodio
- Celulosa microcristalina (E460)
- Sílice coloidal anhidra (E551)
- Estearato de magnesio (E470B)